# Nazym
Nazym (rusky Назым) je řeka v Chantymansijském autonomním okruhu v Ťumeňské oblasti v Rusku. Je dlouhá 422 km. Plocha povodí měří 15 200 km².

## Průběh toku
Pramení na vysočině Sibiřské Úvaly. Teče na jih a nedaleko ústí protéká jezerem Narymanovský Sor. Ústí zprava do Obu na 1 172 říčním kilometru.

## Vodní režim
Zdrojem vody jsou převážně sněhové srážky. Průměrný roční průtok vody ve vzdálenosti 149 km od ústí činí 58,9 m³/s. Zamrzá v říjnu a rozmrzá na konci dubna až v květnu. Období většího stavu vody trvá od května do října.